# 安德烈·洛特
安德烈·洛特（法語：André Lhote，1885年7月5日—1962年1月24日），法国雕刻家、画家，同时也是有影响的艺术教育家和作家。